# Saint-Léger-du-Gennetey
Saint-Léger-du-Gennetey é uma comuna francesa na região administrativa da Normandia, no departamento de Eure. Estende-se por uma área de 3,3 km². Em 2010 a comuna tinha 185 habitantes (densidade: 56,1 hab./km²).